# Antoine Pevsner
Antoine Pevsner (18 de enero de 1884 - 12 de abril de 1962) fue un escultor nacido en Oriol, Imperio ruso (hoy en la Federación Rusa).

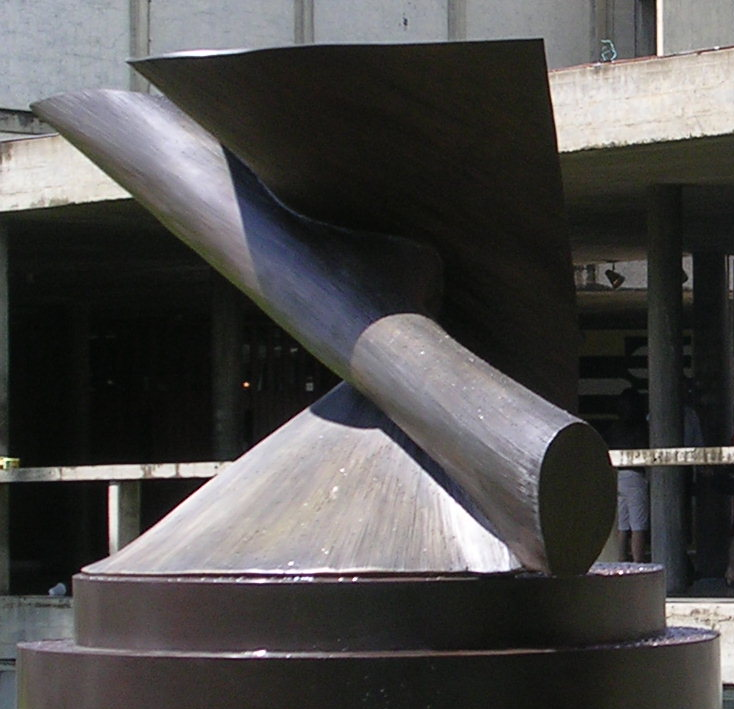
Escultura de Pevsner en la Ciudad Universitaria de Caracas.

## Trayectoria
Hijo de ingeniero, recibe, junto con su hermano Naum Gabo, una primera formación científica que le aporta el espíritu de investigación con el que se basa toda su obra.
En 1911, abandona la Academia de Bellas Artes de San Petersburgo y viaja a París, donde admira los trabajos de Delaunay, Gleizes, Metzinger y Léger.
En una segunda visita a París en 1913, conoce a Modigliani y a Oleksandr Arjípenko, que estimulan su interés hacia el cubismo; en ese mismo año ve la exposición de Umberto Boccioni sobre construcciones arquitectónicas, que le interesa profundamente.
Pasa los años de la guerra con su hermano en Oslo; allí "durante dos años digieren juntos todas sus experiencias y desarrollan el arte que más tarde llamarían Constructivismo. Se puede suponer que Pevsner aportó su conocimiento sobre técnicas artísticas y Naum su aproximación científica a los materiales y a la forma. Durante su formación como médico, Naum había aprendido a hacer construcciones tridimensionales para ilustrar fórmulas matemáticas, de modo que lo que surgió fue una fusión de una visión artística y un método científico".
Vuelve a Rusia en 1917 y enseña, con Kandinsky y Malévich, en la Academia de Bellas Artes de Moscú.
En 1920, Pevsner y Gabo publican el Manifiesto Realista, en donde afirman que el arte tiene un valor absolutamente independiente y una función que desempeñar en la sociedad, ya sea capitalista, socialista o comunista, dejando clara su postura frente al suprematismo; enuncian en este manifiesto su idea del constructivismo y tratan de traducir sus conceptos de una realidad absoluta y esencial, en la realización de sus percepciones del mundo, en las formas de espacio y tiempo. Dan forma al espacio por medio de la profundidad más que por el volumen y rechazan la masa como base de la escultura. "Las construcciones plásticas de Pevsner y de Gabo, no son exactamente esculturas, porque implican la intención de anular el concepto de escultura como disciplina tradicionalmente definida por unos procedimientos, finalidades y materiales. Aún más, se niega la escultura como forma cerrada que interrumpe la continuidad del espacio y lo define en relación a sí misma, como vacío opuesto a la plenitud". (Argan).
Sus obras están presentes en la exposición Erste russische Kunst Ausstellung, en la galería Van Diemen de Berlín, en 1922. Al año siguiente visita Berlín donde conoce a Duchamp y a Catherine Dreier. A partir de su encuentro con Duchamp, abandona la pintura y se vuelca en la escultura constructivista.

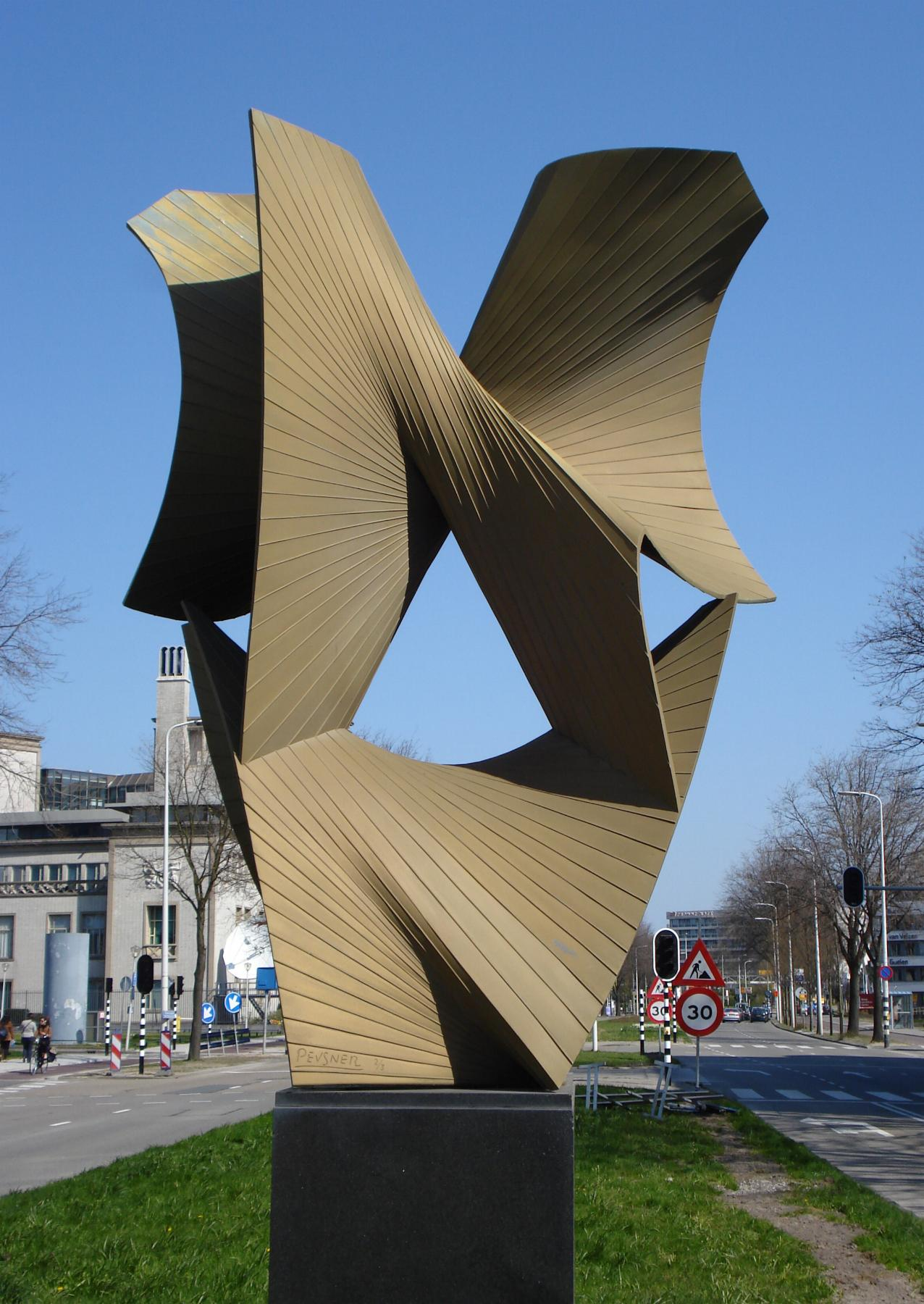
Escultura de Antoine Pevsner en La Haya, Países Bajos.

En 1923, se instala definitivamente en París, obteniendo la ciudadanía francesa en 1930.
En 1926, sus obras están incluidas en una exposición en la Little Review Gallery de Nueva York. Junto con Gabo, diseña la escenografía para el ballet La Chatte (La gata) de Georges Balanchine con música de Henri Sauguet, producido por Serguéi Diáguilev. En París, los dos hermanos están a la cabeza del grupo constructivista Abstracción-Creación, un grupo de artistas que representan diversas corrientes del arte abstracto. En los años treinta, las obras de Pevsner se muestran en Ámsterdam, Basilea, Londres, Nueva York y Chicago.
En el mismo año, la galería René Drouin de París organiza su primera exposición individual. En 1948 el Museo de Arte Moderno de Nueva York presenta la exposición Gabo-Pevsner y en 1952 el artista participa en la Chef-d'ouvres du XX Siècle, promovida por el Museo Nacional de Arte Moderno de París.
En 1957, el mismo museo le dedica una exposición individual.
En 1958, está presente en la Bienal de Venecia, en el pabellón francés.
Muere en París el 12 de abril de 1962.